# Пољан
Пољан је заселак села Млаква у општини Перушић, Лика, Личко-сењска жупанија, Република Хрватска.

## Географија
Налази се источно од Млакве, на падинама подно Каруле. Заселак је разбијеног типа, а куће су груписане сроднички. Село има своје гробље. Путем је повезано са Млаквом, а стазама са Студенцима, Градином, Кршом, и Дулибом. Најближе православне цркве су у Млакви (Храм Свете Неђеље), Студенцима (Црква Светог Луке) и Код моста (Црква Светог Николе).

## Становништво
До Другог свјетског рата у Пољану је било четрдесетак кућа. У њима су живјели православни родови: Кокотовићи (славе Светога Јована), Цвијановићи (славе Светога Јована) и Париповићи (славе Светога Николу).
Кокотовићи су живјели у горњем дијелу села, у двије скупине: горња - Прокићи и доња - Грабовци. Цвијановићи су живјели у доњем дијелу села, такође у двије скупине - у Лужњацима (више гробља) и у Дражицама (ниже гробља). Између Кокотовића и Цвијановића била је свега једна кућа Париповића.
Становници су били тежаци - махом су се бавили екстензивном пољопривредом. Да би зарадили новац за набавку потребштина које нијесу могли сами произвести, мушкарци и младићи одлазили су у Славонију и Срем, у сјечу шуме, бербу кукуруза итд. Одлазило се и на рад у Београд кад год је била тражња за додатном радном снагом (на примјер, за вријеме јесење кампања прераде шећерне репе). Породице које нијесу успијевале да прехране сву своју дјецу давале су их у најам. Најменици су живјели и радили у имућнијим домаћинствима све до стасавања за женидбу или удају. Одатле су се враћали са извјесном отпремнином у роби и новцу.

Број становника је десеткован у Другом свјетском рату. Један дио убијеног становника биле су жртве окрутног злочина у организацији хрватских власти тадашње Независне Државе Хрватске (НДХ). Злочин се не може приписати само усташама, јер су га у великој мјери вршили и наоружани и ненаоружани цивили католици. О томе постоје службени записници у истрази о злочинима над цивилним становништвом након ослобођења земље 1945. године. Други дио је настрадао у НОБ-у, у партизанским редовима.

Одмах након рата, један број породица се иселио из Пољана у Србију, махом у Бачку и Банат.
На посљетку, до изражаја је дошао и економски моменат. Након рата почела је обнова порушене привреде. Млађи људи су се налазили посао у Личком Осику (војна индустрија), у Госпићу, одлазили су у печалбу у иностранство или код рођака у Бачку и Банат. Индустрија је била у замаху и радника је требало свуда.
Посљедњи велики одлив становништва догодио се у вријеме хрватске војне офанзиве „Олуја“. Из Хрватске је тада протјерано око 250.000 православних Срба. Међу њима су били и становници Пољана.
У Пољану данас живи само један становник - времешна старицу Милицу Париповић (1934), удовицу Миће Париповића.

## Галерија
- Пољан, поглед са Карауле